# Het Elfde Uur
Het Elfde Uur was een televisieprogramma van de EO dat werd gepresenteerd door Andries Knevel. Aan tafel ontving hij bekende en minder bekende gasten en werd er onder zijn leiding gediscussieerd over onderwerpen uit de actualiteit. Het programma draaide van 1992 tot 2009.
De titel verwijst naar de nieuwtestamentische parabel van de arbeiders in de wijngaard uit het Bijbelboek Mattheüs 20:1-16, die Gods goedheid verbeeldt, omdat Hij ook de werkers 'van het elfde uur', dat wil zeggen laatkomers, ruimhartig beloont. Ook startten de uitzendingen in de beginjaren rond 11 uur 's avonds en herinnert de titel aan een eerder muzikaal radioprogramma van de EO, Te elfder ure.

## Ontstaan
Het concept van Het Elfde Uur maakte in de loop der jaren een ontwikkeling door. Werden de gasten in het begin nog apart door Knevel geïnterviewd, geleidelijk is het programma in de richting van een meer gezamenlijk optrekken van de gasten verschoven, waarbij Knevel als aangever en leider van het debat fungeerde. Een van de gasten was meestal iemand uit de christelijke wereld.
In november 2004 baarde Knevel in zijn praatprogramma opzien toen de als fundamentalistisch omschreven moslim Abdul-Jabbar van de Ven bevestigend antwoordde op de vraag of hij de anti-islamitische politicus Geert Wilders graag dood zou zien, iets wat voor grote landelijke opschudding zorgde. Knevel werd verweten dat hij Van der Ven de uitspraak te makkelijk in de mond had gelegd.
Op 11 maart 2008 vond de 500ste aflevering plaats. Een van de gasten was de Nederlandse premier Jan Peter Balkenende. De laatste aflevering vond plaats op 22 december 2009. Hierin werd Knevel zelf ondervraagd door drie gasten op wie hij niet was voorbereid: André Rouvoet, Paul Witteman en Henny Huisman. Door minister Rouvoet werd hij in de uitzending namens koningin Beatrix benoemd tot Officier in de Orde van Oranje-Nassau.
In januari 2010 begon de opvolger van Het Elfde Uur: Moraalridders. Dit programma werd gepresenteerd door Knevel en Tijs van den Brink en had een gevarieerder opzet met ook meer aandacht voor onbekendere personen.